# Jeux d'Amérique centrale et des Caraïbes de 1959
Navigation
Édition précédente Édition suivante
Les Jeux d'Amérique centrale et des Caraïbes de 1959 sont la 8e édition des Jeux d'Amérique centrale et des Caraïbes, une compétition multisports sous l'égide de l'Organisation sportive d'Amérique centrale et des Caraïbes. Elle se déroule du 6 au 18 janvier 1959 à Caracas, au Venezuela.